# Vidalići
Vidalići falu Horvátországban, Lika-Zengg megyében. Közigazgatásilag Novaljához tartozik.

## Fekvése
A Pag-sziget északnyugati részén Novaljától 6 km-re délkeletre, a sziget belsejébe mélyen benyúló Pagi-öböl (Paški zaljev) északi partján, a sziget Barbatinak nevezett részén, Caska és Kuštići között fekszik.

## Története
Régen mindössze négy ház állt a településen. Az utóbbi időben azonban egy másra épültek a part feletti domboldalban a nyaralók és egyre inkább üdülőfalu arculatát ölti. 2011-ben 22 lakosa volt. Lakói főként a turizmusból élnek.

## Lakosság
| Lakosság változása | Lakosság változása | Lakosság változása | Lakosság változása | Lakosság változása | Lakosság változása | Lakosság változása | Lakosság változása | Lakosság változása | Lakosság változása | Lakosság változása | Lakosság változása | Lakosság változása | Lakosság változása | Lakosság változása | Lakosság változása |
| ------------------ | ------------------ | ------------------ | ------------------ | ------------------ | ------------------ | ------------------ | ------------------ | ------------------ | ------------------ | ------------------ | ------------------ | ------------------ | ------------------ | ------------------ | ------------------ |
| 1857               | 1869               | 1880               | 1890               | 1900               | 1910               | 1921               | 1931               | 1948               | 1953               | 1961               | 1971               | 1981               | 1991               | 2001               | 2011               |
| 0                  | 0                  | 0                  | 0                  | 0                  | 0                  | 0                  | 0                  | 0                  | 0                  | 0                  | 5                  | 5                  | 3                  | 2                  | 22                 |